# NTS (Band)
NTS (Not the Same) war eine deutsche Rockband aus Karlsruhe.

## Bandgeschichte
Die Band wurde 1993 anlässlich ihrer Schulabschlussfeier gegründet und widmete sich zunächst dem Fun-Punkrock. NTS zeichnet sich durch mehrsprachige Texte aus, so sind unter ihren Titeln deutsche, englische und französische Songs zu finden.
Über verschiedene Nachwuchswettbewerbe, u. a. „BaWü rockt“ 1998, konnte NTS auch überregionale Erfolge feiern. Bereits ein Jahr zuvor wurden sie mit dem Titel „Newcomer des Monats“ von VIVA für ihr selbstproduziertes Album 100 Hours a Day ausgezeichnet. Fünf Tage nach ihrem Auftritt in der Sendung „VIVA interaktiv“ wurde aufgrund der guten Zuschauerresonanz ein „Live Special“ über die Band gedreht. Es schloss sich der Beitritt als Gründungsmitglied zum Projekt Bandpool der Popakademie Baden-Württemberg an, aus welchem u. a. Die Happy und Revolverheld hervorgingen.
Dem inoffiziellen Erstlingswerks 100 Hours a Day, das 1997 im Eigenvertrieb unter die Fans gebracht wurde, folgte 2000 die Aufnahme des offiziellen Debütalbums Hey Lovely in Italien. Verantwortliches Produzententeam waren Rea Garvey und Steve Lyon, der zuvor unter anderem für The Cure, Depeche Mode, Paradise Lost und Reamonn, aber auch deutsche Newcomer wie Re!nvented, tätig war. Die kritischen Reaktionen fielen gemischt aus. Sprachen einige Plattenkritiker von „ersten zaghaften Gehversuche einer Schülerband“, lobten andere Kritiker den „runden Sound, der schnell ins Ohr geht“ und „hoffen, dass wir von diesem Quartett noch mehr zu hören bekommen“.
Ich und Du, der bisher größte Hit der Band, stieg am 13. August 2001 auf Platz 67 der deutschen Singlecharts ein, konnte sich dort neun Wochen bis zum 8. Oktober 2001 halten und erreichte am 27. August 2001 mit Platz 55 die höchste Chartplatzierung. Zudem erreichte die Single, dessen zugehöriges Musikvideo in Malibu gedreht wurde, Platz 31 der WOM-Verkaufscharts sowie Platz 3 der MTV-Webcharts.
2001 und 2002 war NTS auf ausgiebiger Promotour und erreichte ein breit gestreutes Publikum über diverse deutsche Fernseh- und Radiosender. Eine Echo-Nominierung im Jahr 2002 und der Gewinn des Radio-Regenbogen-Awards als bester nationaler Newcomer im Jahr 2003 runden die ausgiebigen Aktivitäten der Band ab. Anschließend legte die Bandmitglieder ein Jahr Pause ein, um 2004 in Eigenregie und unter Verzicht auf große Promotion das Album Syndrom zu produzieren.
Bei mehr als 500 Shows sammelte NTS reichlich Bühnenerfahrung, u. a. bei Musikfestivals wie Rock am Ring, Rock im Park, dem Bizarre-Festival oder der Arena of Sound des SWR3. Weiterhin spielten sie als Vorband von A-ha, den Söhnen Mannheims, The (International) Noise Conspiracy, Guano Apes, Donots, Beatsteaks, New Model Army u. v. m. Darüber gingen sie auf Tour mit Reamonn, Bad Religion, American Hi-Fi und Die Happy. Nicht zuletzt zeigten sie auch politisch Flagge als Teilnehmer der Laut gegen Rechts-Tour 2002 neben Such a Surge, den Sportfreunden Stiller, den Guano Apes, Emil Bulls und 4Lyn.
Nach Umstrukturierungen im Jahre 2002 verloren NTS die Unterstützung ihres Labels und lösten die Band auf. Christian Gingerich begann 2004 ein Studium an der Popakademie Mannheim und war ab 2008 als Solokünstler mit Band unter dem Namen Cris Cosmo unterwegs. Die anderen Bandmitglieder wendeten sich bürgerlichen Berufen zu. Uli Jäger starb später an Krebs.

## Diskografie

### Alben
- 1997: 100 Hours a Day
- 2001: Hey Lovely
- 2004: Syndrom

### EPs
- 1998: Whomm

### Singles
- 1999: Your Penis is a Part of You
- 2001: Ich und Du
- 2002: Pardon Prinzessin

## Auszeichnungen
- 1997: VIVA-Newcomer des Monats
- 1997: WOM-Act des Monats
- 2002: Nominierung für den Echo Pop in der Kategorie „Bester Newcomer National“
- 2003: Radio-Regenbogen-Award in der Kategorie „Bester Newcomer National“ für den Song Wo die Sonne das Meer berührt